# São Martinho (Rio Grande do Sul)
São Martinho est une municipalité brésilienne située dans l'État du Rio Grande do Sul.